# دهبان
دهبان(بالإیرانیة: دهبان) هي قریة تقع في قسم جاه ورز جنوب المقاطعة لامرد و فی جنوب غرب إيران.